# Le Dernier des Templiers
Pour les articles homonymes, voir Season of the Witch.
Pour plus de détails, voir Fiche technique et Distribution.
Pour le film homonyme de 1972, voir Season of the Witch (film, 1972).
Le Dernier des Templiers ou  La Sorcière noire au Québec (titre original : Season of the Witch) est un film américain réalisé par Dominic Sena sorti en 2011.

## Synopsis
Anna une jeune sorcière (Claire Foy) est soupçonnée d'être à l'origine d'une épidémie de peste noire. Deux chevaliers teutoniques déserteurs, Behmen (Nicolas Cage) et Felson (Ron Perlman), sont chargés par l'Église catholique romaine (le cardinal d'Ambroise) de la convoyer vers un monastère de moines exorcistes détenteurs d'un manuscrit du roi Salomon. L'enjeu est de libérer tous les villages de la peste, dont l'arrivée de cette sorcière 3 ans auparavant semble être la cause. Avec le prêtre Debelzaq et le chevalier Eckhardt, ils choisissent Agamar (condamné pour escroquerie) pour les guider en échange de sa libération. Le jeune Kay, l'enfant de chœur du village, les rejoint et les convainc de se joindre à eux en contrepartie de revenir au village en tant que chevalier. Les 6 compères traversent des contrées dangereuses avec la présumée sorcière enfermée dans une cage. Agamar et le chevalier vont mourir au cours du trajet.
Arrivée à l'abbaye de Séverac, lors de la cérémonie d'exorcisme, la sorcière se révèle être un démon possédant le corps d'Anna. Après un combat avec le démon, seul Kay survit et Anna est libérée du démon. Behmen demande dans son dernier souffle à Kay de protéger la fille. Le titre français « Le Dernier des Templiers » fait référence à Kay, dernier protecteur du seul exemplaire d'un manuscrit du roi Salomon.

## Fiche technique
- Titre français : Le Dernier des Templiers[1]
- Titre québécois: La sorcière noire
- Titre original : Season of the Witch
- Réalisation : Dominic Sena
- Scénario : Bragi F. Schut[2]
- Direction artistique :
- Musique : Atli Örvarsson
- Décors :
- Costumes : Carlo Poggioli
- Photographie : Amir M. Mokri
- Prises de vues additionnelles : Dante Spinotti
- Son :
- Montage : Bob Ducsay, Mark Helfrich et Dan Zimmerman
- Production : Alex Gartner et Charles Roven
  - Production déléguée : Alan Glazer, Tom Karnowski et Ryan Kavanaugh
- Société de production : Atlas Entertainment, Mosaic Media Group, Propaganda Films et Relativity Media
- Distribution : 
  -  États-Unis : Relativity Media
  -  France : Metropolitan FilmExport[3]
- Budget : 40 000 000 $
- Pays de production :  États-Unis
- Langue : anglais
- Format : Couleur
- Genre : fantastique, aventure, fantasy
- Durée : 94 minutes
- Dates de sortie :
  - États-Unis, Canada : 7 janvier 2011[4]
  - France : 12 janvier 2011[4]
  - Belgique : 12 janvier 2011
  - Suisse romande : 12 janvier 2011[5]

### Lieux de tournage
- Autriche[6],[2]
  - Basse-Autriche
    - Leobendorf

  - Haute-Autriche
    - Traunsee

  - Salzbourg (Land)
    - Goldegg
    - Seewaldsee (District de Hallein)
    - St. Koloman (District de Hallein)

  - Styrie (Land)
    - Massif mort

  - Tyrol (Land)
    - Innsbruck
- Croatie
  - Pula
  - Cap Kamenjak
- Hongrie[2]
  - Budapest
  - Etyek (studios Korda)
  - Pilisszentkereszt
  - Sóskút

## Distribution
- Nicolas Cage (VF : Dominique Collignon-Maurin et VQ : Benoit Rousseau) : Behmen von Bleibruck
- Ron Perlman[2] (VF : Marc Alfos et VQ : Denis Mercier) : Felson
- Claire Foy (VF : Ingrid Donnadieu et VQ : Magalie Lépine-Blondeau) : La sorcière (Anna)
- Stephen Campbell Moore (VF : Joël Zaffarano et VQ : Jean-François Beaupré) : Debelzaq
- Stephen Graham (VF : Olivier Augrond et VQ : Frédéric Paquet) : Hagamar
- Christopher Lee (VF : Michel Le Royer et VQ : Yves Massicotte) : Le cardinal D'Ambroise
- Ulrich Thomsen (VF : Gérard Darier et VQ : Daniel Picard) : Eckhardt
- Robert Sheehan (VF : Alexis Tomassian et VQ : Hugolin Chevrette) : Kay
- Nick Thomas-Webster : Villageois

*Source VF : RS Doublage
*Source VQ : Doublage Québec

## Autour du film
- Le tournage du film a démarré en novembre 2008[2].
- Ce film est la seconde collaboration entre Nicolas Cage et Dominic Sena, après 60 secondes chrono.
- Le titre français ne correspond pas au scénario et est anachronique. En effet, les chevaliers du film sont des chevaliers teutoniques, un ordre religieux germanique, qui n'est pas le même que celui des Templiers.
- Le début du film montre des batailles d’une croisade datée vers 1340 alors que les croisades se sont achevées en 1291. Par contre le retour des 2 héros du film en Europe coïncide bien avec la pandémie de peste noire de 1346.

## Box office
- Mondial : 91 627 228 $
- États-Unis: 24 827 228 $
- France : 1 000 723 entrées
- International :  66 800 000 $